# Okres Balatonalmádi

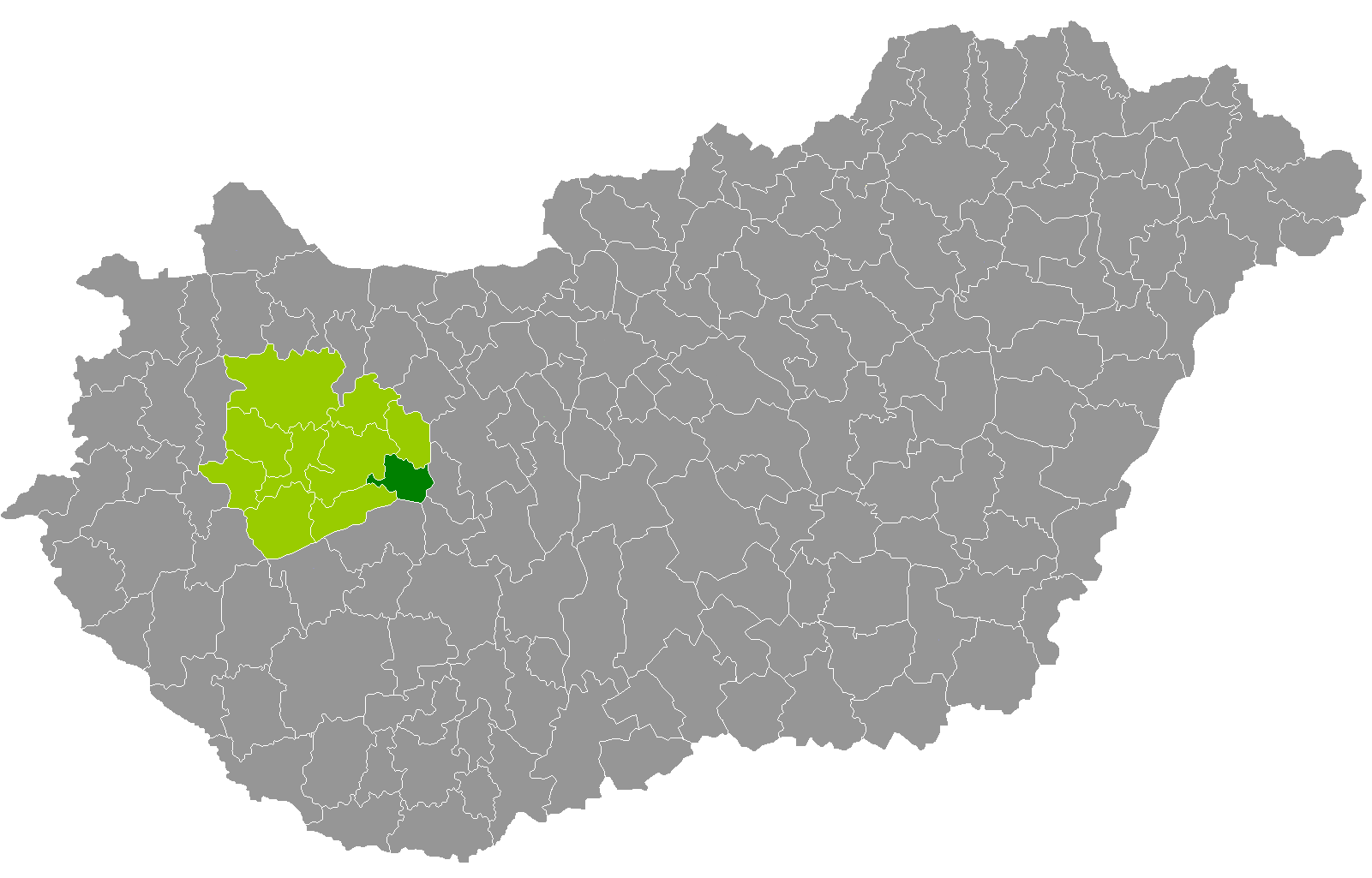
Okres Balatonalmádi

Okres Balatonalmádi (maďarsky Balatonalmádi járás) je okres v Maďarsku v župě Veszprém. Jeho správním centrem je město Balatonalmádi.

## Sídla
V okrese jsou tři města a 8 obcí.
- Balatonakarattya[2]
- Balatonalmádi
- Balatonfűzfő
- Balatonkenese
- Balatonfőkajár
- Csajág
- Felsőörs
- Királyszentistván
- Küngös
- Litér
- Papkeszi